# Табрис
«Табрис» – российская сеть супермаркетов розничной торговли с головным офисом в Краснодаре. Управляющая компания – ООО «ТВК-Р».
«Табрис» занимает на рынке Краснодарского края нишу класса middle+ (премиум-класс). В торговой сети представлено свыше 17 тысяч наименований товаров. Сеть имеет 19 супермаркетов.

## История
Первый магазин торговой сети открылся в Краснодаре 7 марта 1998 года на ул. Красной, 202.   
В 2006 году начал работать «Табрис-центр», на территории которого расположились супермаркет, магазины парфюмерии, косметики, канцелярских товаров, а также аптека и кафе.
В 2007 году «Табрис» запускает собственное производство с цехом готовой продукции. В нем три раза в день выпекается хлеб, а также кавказский лаваш по семейному рецепту одного из учредителей, готовят салаты, классические блюда и блюда восточной кухни.
В 2008 году в сети «Табрис» открывается кондитерский цех. В нем готовятся торты и другие десерты. 
Первый супермаркет за пределами Краснодара был открыт в Новороссийске 25 июля 2009 года, второй – в Геленджике 15 апреля 2020 года. 
В 2020 году в торговой сети насчитывается 13 супермаркетов, шесть из которых являются «Табрис-центрами».
В июне 2021 года открылся первый супермаркет в Сочи.
В апреле 2022 года состоялось открытие «Табрис-центра» в Анапе.   

## Деятельность

### Собственное производство
С 2007 года в торговой сети «Табрис» запущено собственное производство. На сегодняшний день работают следующие цеха: кондитерский, хлебный, салатов и кулинарии, мясных полуфабрикатов, готовой продукции при магазинах.
В ассортименте торговой сети есть блюда, созданные в рамках коллабораций с бренд-шефами японской и итальянской кухни, врачом-диетологом, а также выпечка и стритфуд по рецептам известных  поваров.

### Журнал «Табрис»
Первый номер журнала «Табрис» вышел в декабре 2002 года. Издание знакомит покупателей с ассортиментом магазина,  рецептами и уникальными историями компаний и фермеров, продукция которых представлена в торговой сети. 
В 2014 году журнал «Табрис» был удостоен награды международной премии Content Marketing Awards. В конкурсе «Award of Excellence» International Creative Media Award 2015 получил  «золото» в номинации  «Best Mobile Application».
Электронная версия журнала стала финалистом конкурса Digital Magazine Awards-2015 (Лондон) в категории Food&Drink.  В 2015 году была признана лучшим digital-изданием по версии Ассоциации директоров по коммуникациям и корпоративным медиа России, а также победила в номинации Award of Excellence на конкурсе International Creative Media Award
В 2022 году журнал «Табрис» стал победителем XIX Ежегодного Всероссийского конкурса в области корпоративных медиа в номинации «B2C – клиентские медиа: журнал».

### «Табрис.Эко»
Возле каждого супермаркета сети расположены экобоксы для раздельного сбора мусора. Благодаря им можно сдать на переработку и утилизацию полиэтиленовые пакеты, пластиковые бутылки, батарейки, лампы накаливания, ртутные термометры, дать вторую жизнь ненужной одежде. Также «Табрис» поддерживает другие экоинициативы: для держателей карт лояльности в апреле 2021 года запущена услуга «Электронный чек», а с начала 2022 года каждый покупатель может сдать ненужный бумажный чек на переработку, опустив его в специальный бокс на кассе.
«Табрис» сотрудничает с фермерскими хозяйствами.

## Инциденты
В 2006 году Прокуратурой Прикубанского округа Краснодара было возбуждено уголовное дело в отношении главного бухгалтера «Табрис», присвоившей по подложным договорам около 2 млн. рублей.
2 октября 2019 года загорелся магазин «Табрис» на улице 40 лет Победы в Краснодаре. Было эвакуировано 90 человек.